# Musikkens Plads
Musikkens Plads er en plads i Aalborg. Pladsen er indkørsel til Musikkens Hus og bydelen Østre Havn.
Pladsen går fra Nyhavnsgade ned til Limfjorden, hvor pladsen åbner sig i en plint, som er højere end niveauet omkring området. 
Helhedsplanen for området omkring Musikkens Hus er tegnet af Arkitektfirmaet C. F. Møller. Musikkens Hus er tegnet af Coop Himmelb(l)au. 